# Thorianite
La thorianite (simbolo IMA: Tho) è un minerale piuttosto raro della classe minerale degli "ossidi e idrossidi" con la composizione chimica ThO2 e quindi chimicamente è un diossido di torio.

## Etimologia e storia
La thorianite è stata scoperta per la prima volta in un giacimento vicino a Balangoda nella provincia di Sabaragamuwa in Sri Lanka. L'analisi e la prima descrizione furono effettuate nel 1904 da Wyndham Rowland Dunstan, che chiamò il minerale in questo modo per il suo contenuto di torio.
Non è noto un luogo di stoccaggio per il campione tipo del minerale.

## Classificazione
Già nell'obsoleta 8ª edizione della sistematica minerale secondo Strunz, la thorianite apparteneva alla classe minerale degli "ossidi e idrossidi" e lì alla sottoclasse "MO2- e composti correlati", dove insieme alla cerianite-(Ce) e all'uraninite formava la "serie dell'uraninite" con il sistema nº IV/D.16b all'interno del "gruppo della baddeleyite-uraninite" (IV/D.16).
Nella Sistematica dei lapis (Lapis-Systematik) di Stefan Weiß, che è stata rivista e aggiornata l'ultima volta nel 2018, che si basa ancora su questa vecchia forma di sistematica di Strunz per rispetto dei collezionisti privati e delle collezioni istituzionali, al minerale è stato assegnato il sistema e il minerale nº IV/D.31-50. In questa sistematica ciò corrisponde alla classe degli "Ossidi con rapporto metallo:ossigeno = 1:2 (MO2 e composti correlati)", dove la thorianite insieme ad akaogiite, allendeite, baddeleyite, calzirtite, cerianite-(Ce), hiärneite, riesite, tazheranite, uraninite e vorlanite formano un gruppo indipendente, ma senza nome.
La 9ª edizione della sistematica minerale di Strunz, che è stata aggiornata l'ultima volta dall'Associazione Mineralogica Internazionale (IMA) nel 2024, classifica la thorianite nella classe degli ossidi con il rapporto delle sostanze "Metallo:Ossigeno = 1:2 e simili". Tuttavia, questa è ulteriormente suddivisa in base alla dimensione relativa dei cationi coinvolti e alla struttura cristallina, in modo che il minerale sia classificato nella suddivisione "4.DL Con cationi di grande dimensione (± cationi di media dimensione); strutture analoghe alla fluorite", dove insieme a cerianite-(Ce), vorlanite, uraninite e zirkelite forma il "gruppo dell'uraninite" con il sistema nº 4.DL.05.
La sistematica dei minerali secondo Dana, utilizzata principalmente nel mondo anglosassone, classifica la thorianite nella classe degli "ossidi e idrossidi" e lì nella sottoclasse "ossidi contenenti uranio e torio". Qui può essere trovata insieme all'uraninite nel gruppo senza nome 05.01.01 all'interno della sottodivisione "Ossidi contenenti uranio e torio con carica cationica di 4+ (AO2)".

## Chimica
Nella sua forma pura, la thorianite (ThO2) è costituita da torio (Th) e ossigeno (O) in un rapporto di 1:2. Ciò corrisponde a una frazione di massa (percentuale di peso) dell'87,88% in peso di torio e del 12,12% in peso di ossigeno.
Tuttavia, la thorianite naturale di solito contiene vari additivi estranei come ferro (Fe), piombo (Pb) e/o calcio (Ca). Inoltre, la thorianite forma una serie completa di miscelazione con l'uraninite (UO2), il che significa che il torio può essere sostituito dall'uranio in qualsiasi rapporto. Ad esempio, nei campioni di minerali provenienti da Betroka in Madagascar, è stato misurato un contenuto di uraninite del 4,73% in peso e impurità dell'1,80% in peso di monossido di piombo (PbO) e dello 0,29% di ossido ferrico (Fe2O3) .

## Abito cristallino
La thorianite cristallizza nel sistema cubico nel gruppo spaziale Fm3m (gruppo nº 225) con il parametro del reticolo a = 5,60 Å e quattro unità di formula per cella unitaria. Ha quindi una struttura cristallina simile a quella della fluorite.

## Proprietà

### Proprietà fisiche
Il suo punto di fusione è insolitamente alto, 3050 °C, anche se le parti contenenti contaminazioni a volte hanno punti di fusione molto diversi.
Il minerale è diamagnetico; è solubile in acido nitrico (HNO3), acido solforico (H2SO4) e acido cloridrico (HCl).

### Radioattività
La thorianite è classificata come altamente radioattiva a causa del suo contenuto di torio fino all'88% e ha un'attività specifica di circa 39,4 kBq/g (per confronto, il potassio naturale ha un'attività specifica pari a 31,2 Bq/g). Nonostante la loro elevata radioattività, le torianiti resistono alla distruzione metamica del reticolo cristallino da parte della loro stessa radiazione, meglio della maggior parte degli altri minerali contenenti uranio e torio.

## Modificazioni e varietà
L'uranothorianite è la varietà di thorianite contenente uranio.

## Origine e giacitura
La thorianite raramente forma depositi grandi. Di norma, forma cristalli isolati e, più raramente, piccoli gruppi cristallini nelle pegmatiti e in alcuni depositi metamorfici. Durante gli agenti atmosferici e l'erosione naturale della roccia madre, i cristalli relativamente resistenti vengono trasportati via e possono accumularsi in depositi alluvionali (compresi i cosiddetti saponi).
Essendo una formazione minerale piuttosto rara, la thorianite può essere abbondante in vari siti, ma nel complesso non è molto comune. In tutto il mondo, sono stati documentati poco più di 300 siti. A parte la sua località tipo vicino a Balangoda nella provincia di Sabaragamuwa, il minerale si è finora trovato solo in Sri Lanka in un sapone di fiume vicino a Bentota nel distretto di Galle della provincia meridionale e nel distretto di Anuradhapura della provincia centro-settentrionale.
Uno dei siti più noti per la thorianite è il deposito di flogopite di Esiva vicino a Maromby (distretto di Amboasary) nella provincia di Toliara in Madagascar, dove è stato trovato uno dei più grandi cristalli: 6 cm di diametro e peso di circa 2,2 kg.
In Germania, la thorianite è stata finora trovata vicino a Kropfmühl (Passau) nella Bassa Baviera, nelle vicinanze del Laacher See e in diverse miniere vicino a Mendig (In den Dellen, Thelenberg, Wingertsberg) e Pellenz (Krufter Ofen) in Renania-Palatinato, nonché nel "Kupfergrübner Stolln" nei Monti Metalliferi orientali della Sassonia.
In Austria, il minerale è stato finora trovato solo nei campi nei pressi del Latzenhof vicino a Felling nel comune di Gföhl e nella cava "Schmoll" vicino a Bernhards nella Bassa Austria, nonché nelle fessure del Niedere Scharte vicino ad Alteck (Wurten, Fragant) nel gruppo del Goldberg in Carinzia.
Altri siti includono Badakhshan in Afghanistan; il deserto da nord-est a est sul Mar Rosso in Egitto; in Tasmania e Victoria in Australia; Minas Gerais e Pará in Brasile; Hebei, Jiangxi e Liaoning in Cina; vicino a Narsaq in Groenlandia; diverse province d'Italia; Nunavut, Ontario e Quebec in Canada; Chöwsgöl-Aimag (Hövsgöl) in Mongolia; Alto Ligonha in Mozambico; Akershus, Aust-Agder e Telemark in Norvegia; Siberia orientale, penisola di Kola e Urali in Russia; Småland in Svezia; nei pressi di Košice in Slovacchia; in Catalogna, Spagna; a Phalaborwa e Sutherland (Sudafrica); Moravia nella Repubblica Ceca; Fejér e Tolna in Ungheria; così come molte regioni degli Stati Uniti.

## Utilizzi
A causa del suo arricchimento solitamente basso, la thorianite viene raramente utilizzata da sola per l'estrazione del torio. Le uranothoriti vengono ancora estratte sporadicamente, principalmente per l'estrazione dell'uranio. Insieme ad altri minerali (come la monazite), l'estrazione è più utile. L'uranothorite del Madagascar è stata estratta tra la fine degli anni '50 e l'inizio degli anni '70 principalmente per l'estrazione dell'uranio. Il lavoro di ricognizione ha dimostrato che la mineralizzazione dell'uranothorianite può essere fatta risalire anche alla profondità (nel novembre 2007 è stata dimostrata fino a circa 80 m con carotaggio). Il torio è presente in grandi quantità nelle scorie delle miniere di monazite, poiché i lantanidi vengono estratti principalmente dal minerale contenente torio e altri componenti sono considerati "rifiuti" o sottoprodotti.

## Forma in cui si presenta in natura
La thorianite di solito sviluppa cristalli grossolani, simili a cubi, che raramente mostrano superfici ottaedriche agli angoli. I cristalli sono pseudoesagonali con gli angoli solitamente arrotondati per l'usura. Le torianiti provenienti dai depositi fluviali, d'altra parte, possono avere un aspetto estremamente poco appariscente. Il loro aspetto opaco ricorda quindi quello delle pietre nere levigate. Solo la densità e la radioattività mostrano in questi casi che non si tratta di una pietra ordinaria.
Il minerale è generalmente opaco e di colore grigio scuro, bruno-rossastro scuro o bruno-nero fino al nero. Tuttavia, può essere traslucido nelle schegge e negli strati più sottili e appare da marrone scuro a bruno-rossastro o verdastro con riflessi interni bruno-rossastri alla luce trasmessa. Il colore della linea, d'altra parte, va dal grigio al grigio verdastro. Quando è fresca o su superfici di frattura fresche, la thorianite mostra una forte brillantezza semi-metallica o simile a una miscela. A causa degli agenti atmosferici, la thorianite si appanna dopo un po' di tempo: in seguito brilla come la resina o come il corno o è completamente opaca. Sono note anche le thorianiti con colori di appannamento simili al bronzo.